# ATP-toernooi van Bournemouth
Het ATP-toernooi van Bournemouth was een tennistoernooi voor mannen dat tussen 1924 en 1999 gehouden werd. Het toernooi stond lange tijd bekend als het British Hard Court Championships. Hard Court was de toenmalige benaming voor gravel. De editie van 1968 was het eerste toernooi in het open tijdperk.
In 2000 werd het toernooi verplaatst naar Brighton.

## Finales

### Enkelspel
| Jaar          | Winnaar                | Finalist                | Score                    |
| ------------- | ---------------------- | ----------------------- | ------------------------ |
| 1924          | Randolph Lycett        | Christiaan van Lennep   | 6-1, 3-6, 6-4, 6-3       |
| 1925          | Patrick Spence         | Charles Kingsley        | 6-1, 6-4, 9-7            |
| 1926          | Jacques Brugnon        | Bunny Austin            | 7-5, 4-6, 3-6, 8-6 , 6-3 |
| 1927          | René Lacoste (1)       | Patrick Spence          | 6-1, 6-2, 6-2            |
| 1928          | René Lacoste (2)       | Patrick Spence          | 6-2, 6-2, 6-2            |
| 1929          | Bunny Austin (1)       | Louis Raymond           | 6-3, 6-2, 1-6, 6-4       |
| 1930          | Harry Lee              | Eric Peters             | 6-3, 2-6, 6-4, 6-4       |
| 1931          | Christian Boussus      | Pat Hughes              | 8-6, 6-4, 4-6, 6-2       |
| 1932          | Fred Perry (1)         | George Lyttleton Rogers | 4-6, 7-9, 6-3, 6-0, 6-2  |
| 1933          | Fred Perry (2)         | Bunny Austin            | 2-6, 7-5, 7-5, 6-2       |
| 1934          | Fred Perry (3)         | Jack Crawford           | 8-6, 7-5, 6-1            |
| 1935          | Fred Perry (4)         | Bunny Austin            | 0-6, 6-4, 3-6, 6-2, 6-0  |
| 1936          | Fred Perry (5)         | Bunny Austin            | 6-2, 8-6, 6-3            |
| 1937          | Bunny Austin (2)       | Harry Lee               | 6-2, 6-2, 6-0            |
| 1938          | Kho Sin-Kie (1)        | Bunny Austin            | 6-4, 6-4, 3-6, 6-3       |
| 1939          | Kho Sin-Kie (2)        | Choy Wai-Chuen          | 7-5, 6-1, 6-4            |
| 1940-1945     | geen toernooi          | geen toernooi           | geen toernooi            |
| 1946          | Jack Harper            | Derrick Barton          | 7-5, 6-2, 6-1            |
| 1947          | Eric Sturgess (1)      | Ignacy Tłoczyński       | 11-9, 6-1, 6-4           |
| 1948          | Eric Sturgess (2)      | Ignacy Tłoczyński       | 6-2, 6-3, 6-1            |
| 1949          | Pedro Masip            | Henri Cochet            | 6-3, 4-6, 6-2, 9-7       |
| 1950          | Jaroslav Drobný (1)    | Geoff Brown             | 7-6, 6-0, 6-4            |
| 1951          | Jaroslav Drobný (2)    | Felicisimo Ampon        | 6-4, 6-2, 6-0            |
| 1952          | Jaroslav Drobný (3)    | Frank Sedgman           | 6-2, 6-4, 1-6, 6-4       |
| 1953          | Enrique Morea          | Felicisimo Ampon        | 6-3, 6-2, 6-1            |
| 1954          | Tony Mottram           | Geoffrey Paish          | 6-4, 6-3, 7-5            |
| 1955          | Sven Davidson          | Roger Becker            | 11-9, 6-3, 6-1           |
| 1956          | Budge Patty            | Ham Richardson          | 1-6, 6-3, 6-3, 6-3       |
| 1957          | Jaroslav Drobný (4)    | Lew Hoad                | 6-4, 6-4, 6-4            |
| 1958          | Billy Knight (1)       | Giuseppe Merlo          | 5-7, 6-0, 6-2, 6-3       |
| 1959          | Lew Gerrard            | Billy Knight            | 3-6, 2-6, 6-2, 7-5, 9-7  |
| 1960          | Mike Davies            | Billy Knight            | 6-2, 4-6, 6-2, 6-1       |
| 1961          | Roy Emerson            | Rod Laver               | 8-6, 6-4, 6-0            |
| 1962          | Rod Laver              | Ian Crookenden          | 6-3, 6-3, 6-3            |
| 1963          | Billy Knight (2)       | Martin Mulligan         | 5-7, 6-3, 6-1, 6-3       |
| 1964          | Billy Knight (3)       | Cliff Drysdale          | 6-3, 1-6, 6-1, 5-7, 7-5  |
| 1965          | Jan-Erik Lundqvist (1) | Cliff Drysdale          | 3-6, 6-4, 8-6, 6-1       |
| 1966          | Ken Fletcher           | Tom Okker               | 7-5, 6-4                 |
| 1967          | Jan-Erik Lundqvist (2) | Bob Hewitt              | 6-1, 6-8, 6-3, 6-2       |
| Open tijdperk |                        |                         |                          |
| 1968          | Ken Rosewall           | Rod Laver               | 3-6, 6-2, 6-0, 6-3       |
| 1969          | John Newcombe          | Bob Hewitt              | 6-8, 6-3, 5-7, 6-4, 6-4  |
| 1970          | Mark Cox               | Bob Hewitt              | 6-1, 6-2, 6-3            |
| 1971          | Gerald Battrick        | Željko Franulović       | 6-3, 6-2, 5-7, 6-0       |
| 1972          | Bob Hewitt             | Pierre Barthès          | 6-2, 6-4, 6–3            |
| 1973          | Adriano Panatta        | Ilie Năstase            | 6-8, 7-5, 6-3            |
| 1974          | Ilie Năstase           | Paolo Bertolucci        | 6-1, 6-3, 6-2            |
| 1975          | Manuel Orantes (1)     | Patrick Proisy          | 6-3, 4-6, 6-2, -5        |
| 1976          | Wojciech Fibak         | Manuel Orantes          | 6-2, 7-9, 6-2, 6-2       |
| 1977          | geen toernooi          | geen toernooi           | geen toernooi            |
| 1978          | José Higueras (1)      | Paolo Bertolucci        | 6-2, 6-1, 6-3            |
| 1979          | geen toernooi          | geen toernooi           | geen toernooi            |
| 1980          | Ángel Giménez          | Shlomo Glickstein       | 3-6, 6-3, 6-3            |
| 1981          | Víctor Pecci           | Balázs Taróczy          | 6-3, 6-4                 |
| 1982          | Manuel Orantes (2)     | Ángel Giménez           | 6-2, 6-0                 |
| 1983          | José Higueras (2)      | Tomáš Šmíd              | 2-6, 7-6, 7-5            |
| 1984-1995     | geen toernooi          | geen toernooi           | geen toernooi            |
| 1996          | Albert Costa           | Marc-Kevin Goellner     | 6-7(4), 6-2, 6-2         |
| 1997          | Félix Mantilla (1)     | Carlos Moyà             | 6-2, 6-2                 |
| 1998          | Félix Mantilla (2)     | Albert Costa            | 6-3, 7-5                 |
| 1999          | Adrian Voinea          | Stefan Koubek           | 1-6, 7-5, 7-6(2)         |

### Dubbelspel
| Jaar      | Winnaars                          | Finalisten                          | Score                   |
| --------- | --------------------------------- | ----------------------------------- | ----------------------- |
| 1924-1967 | resultaten onbekend               | resultaten onbekend                 | resultaten onbekend     |
| 1968      | Roy Emerson Rod Laver             | Andrés Gimeno Pancho Gonzales       | 8-6, 4-6, 6-3, 6-2      |
| 1969      | Bob Hewitt Frew McMillan          | Jean-Claude Barclay Bobby Wilson    | 6-4, 6-2, 2-6, 9-7      |
| 1970      | Tom Okker Tony Roche              | Bill Bowrey Owen Davidson           | 2-6, 6-4, 6-4, 6-4      |
| 1971      | Bill Bowrey Owen Davidson         | Patricio Cornejo Jaime Fillol       | 8-6, 6-2, 3-6, 4-6, 6-3 |
| 1972      | Bob Hewitt Frew McMillan          | Ilie Năstase Ion Țiriac             | 7-5, 6-2                |
| 1973      | Juan Gisbert Ilie Năstase         | Adriano Panatta Ion Țiriac          | 6-4, 8-6                |
| 1974      | Juan Gisbert Ilie Năstase         | Corrado Barazzutti Paolo Bertolucci | 6-4, 6-2, 6-0           |
| 1975      | Juan Gisbert Manuel Orantes       | Syd Ball Dick Crealy                | 8-6, 6-3                |
| 1976      | Wojciech Fibak Fred McNair        | Juan Gisbert Manuel Orantes         | 4-6, 7-5, 7-5           |
| 1977      | geen toernooi                     | geen toernooi                       | geen toernooi           |
| 1978      | Louk Sanders Rolf Thung           | David Carter Rod Frawley            | 6-3, 6-4                |
| 1979      | geen toernooi                     | geen toernooi                       | geen toernooi           |
| 1980      | Eddie Edwards Craig Edwards       | Andrew Jarrett Jonathan Smith       | 6-3, 6-7, 8-6           |
| 1981      | Ricardo Cano Víctor Pecci         | Buster Mottram Tomáš Šmíd           | 6-4, 3-6, 6-3           |
| 1982      | Paul McNamee Buster Mottram       | Henri Leconte Ilie Năstase          | 3-6, 7-6, 6-3           |
| 1983      | Tomáš Šmíd Sherwood Stewart       | Heinz Günthardt Balázs Taróczy      | 7-6, 7-5                |
| 1984-1995 | geen toernooi                     | geen toernooi                       | geen toernooi           |
| 1996      | Marc-Kevin Goellner Greg Rusedski | Ashley Fisher Nuno Marques          | 6-3, 7-6                |
| 1997      | Kent Kinnear Aleksandar Kitinov   | Alberto Martín Chris Wilkinson      | 7-6, 6-2                |
| 1998      | Neil Broad Kevin Ullyett          | Wayne Arthurs Alberto Berasategui   | 7-6, 6-3                |
| 1999      | David Adams Jeff Tarango          | Nicklas Kulti Michael Kohlmann      | 6-3, 6-7(5), 7-6(5)     |

ITF-toernooien (mannen en vrouwen)

ATP-toernooien (mannen) – ATP-seizoen 2025

WTA-toernooien (vrouwen) – WTA-seizoen 2025

Voormalige toernooien mannen
Voormalige toernooien vrouwen
Voormalige amateurtoernooien
1968 · 1969 · 1970 · 1971 · 1972 · 1973 · 1974 · 1974 · 1976 · 1977 · 1978 · 1979 ·1980 · 1981 · 1982 · 1983 · 1984–1995 · 1996 · 1997 · 1998 · 1999